# Marvin Ogunjimi
Marvin Ogunjimi (* 12. Oktober 1987 in Mechelen) ist ein belgisch-nigerianischer Fußballspieler und ‑trainer.

## Als Spieler

### Verein
Zwischen 2004 und 2011 spielte Marvin Ogunjimi für den KRC Genk in der Jupiler Pro League. Seinen größten Erfolg feierte er in der Saison 2010/11 mit dem Gewinn der belgischen Meisterschaft. Ogunjimi erzielte inklusive der Finalrunde fünfzehn Tore und war damit nach Jelle Vossen bester Torschütze seiner Mannschaft. Bereits 2009 hatte er mit Genk durch einen 2:0-Finalerfolg über den KV Mechelen den belgischen Pokal gewonnen. Zum 1. Januar 2012 verpflichtete ihn der spanische Erstligist RCD Mallorca, nachdem ein Wechsel im Sommer gescheitert war. Nach mehreren Leihstationen in der Heimat wurde der Belgier im Sommer 2014 ablösefrei abgegeben. Neuer Arbeitgeber des Offensivakteurs wurde der norwegische Erstligist Strømsgodset Toppfotball, bei dem Ogunjimi einen Vertrag bis 31. Dezember 2016 unterzeichnete. Anschließend folgten weitere Stationen in Asien beim Suwon FC sowie Ratchaburi Mitr Phol, in Albanien beim KF Skënderbeu Korça, Oqschetpes Kökschetau in Kasachstan, MVV Maastricht, FK Dinamo Brest und in Vietnam beim Sài Gòn FC. Seit 2019 wieder in seine Heimat Belgien aktiv, aktuell beim unterklassigen Verein  SV Nielse.

### Nationalmannschaft
Von 2004 bis 2006 absolvierte der Stürmer neun Partien für diverse belgische Jugendauswahlen. Am 8. Oktober 2010 debütierte Ogunjimi in Astana bei einem 2:0-Erfolg über Kasachstan Dann auch für dessen A-Nationalmannschaft und war mit zwei Treffern nach seiner Einwechslung der entscheidende Spieler der Partie. In der Qualifikation zur Europameisterschaft 2012 wurde er mit fünf Toren der beste Torschütze der Auswahl.

### Erfolge
KRC Genk
- Belgischer Meister: 2011
- Belgischer Pokalsieger: 2009
- Belgischer Superpokalsieger: 2011

Ratchaburi Mitr Phol
- Thailändischer Pokalsieger: 2016

FK Dinamo Brest
- Belarussischer Pokalsieger: 2018

## Als Trainer
Seit dem 1. Juli 2022 ist Ogunjimi außerdem noch Co-Trainer der viertklassigen Reservemannschaft des KV Mechelen.